# Юзеф Зіммлер
Юзеф Зіммлер (пол. Józef Simmler; 14 березня 1823, Варшава — 1 березня 1868, там само) — польський художник, портретист, представник реалізму.

## Життєпис
Юзеф Зіммлер почав вивчати малювання на приватних уроках у Юзефа Ріхтера, а з 1837 року продовжив навчання у Бонавентури Домбровського, який у 1841 році підготував його до вступу до Академії в Дрездені. За високі досягнення в навчанні після першого року студій отримав срібну медаль. Намір вивчати історичний та портретний живопис в Едуарда Бендемана не реалізувався, оскільки художник припинив викладати ці курси. У грудні 1841 року Зіммлер вирішив переїхати до Академії образотворчих мистецтв у Мюнхені, де він продовжив навчання. У 1842 році він перехворів менінгітом, після чого відновлював сили в родичів у Швейцарії. У 1843 році повернувся до Мюнхена, де подав заяву на навчання в студії Юліуса Шнора фон Карольсфельда. У той же час приєднався до мюнхенського Kunsteverein, де був іноземним членом. У 1844 році Едуард Бендеманн відновив виклади і Юзеф Зіммлер повернувся до Дрездена. Через рік йому не продовжили паспорт і тому повернувся до Варшави, де взяв участь у публічній виставці Школи красних мистецтв. Твори Зіммлера цього періоду — це насамперед портрети, які несуть у собі риси німецького бідермаєра.
У 1847 році Зіммлер поїхав до Парижа, де вивчав техніки живопису, познайомився з роботами Шарля Глейра та тими, що виставлялися в Луврі та Люксембурзькому музеї. Під час перебування у столиці Франції створив графіку та ескізи до поеми Антонія Мальчевського «Марія», підтримував дружні контакти з Полем Деларошем. У 1849 році повернувся до Варшави; йому запропонували роботу експерта й оцінювача студентських робіт, видавати патенти Школі витончених мистецтв. Він продовжував створювати портрети, як і раніше, часто це були портрети родичів і друзів. У 1850 році одружився з мюнхенкою Юлією Гогенштеллер; подружжя проживало у Варшаві. У 1856 році разом із дружиною подорожував через Швейцарію до Італії, де протягом року відвідував музеї та галереї, копіював шедеври живопису, зібрані в Римі, Флоренції та Венеції, малював картини з натури.
Після повернення в 1857 році Юзеф Зіммлер приєднався до художників, які підтримували Войцеха Ґерсона в його спробах заснувати інституцію, яка організовувала б художні виставки. Їхні сподівання справдилися в 1860 році, коли Адміністративна рада Королівства Польського прийняла закон про заснування Товариства образотворчого мистецтва, до якого входив, серед інших, Зіммлер і був його членом до кінця життя. Кар'єра портретиста в цей час була на піку, художник малював не тільки своїх родичів і заможне міщанство, він створював портрети буржуа і вищих царських чиновників. Часто це були картини великого формату, на яких зображувався весь силует і деталізований фон портретованого, яким найчастіше був інтер'єр.
У 1866 і 1867 роках він отримав замовлення на портрети губернатора Фьодора Берґа. Юзеф Зіммлер малював також картини історичного змісту та алегорії. У цей період митець зосереджувався також на релігійній тематиці, деякі картини були написані для церков і каплиць. Виставляв свої роботи як у Товаристві приятелів образотворчого мистецтва у Кракові, так і в Товаристві заохочення образотворчого мистецтва у Варшаві.
Юзеф Зіммлер помер за два тижні до свого сорок п'ятого дня народження від тифу і був похований 4 березня 1868 року на євангельсько-реформатському цвинтарі у Варшаві (сектор I/7/7).
Малював релігійні та історичні картини, портрети, серед яких:
- Смерть Варвари Радзивілл (1860),
- Портрет дівчинки з родини Романовських (1851),
- Портрет Ядвіги Лущевської (в ролі Деотими) (1855),
- Шляхтич з папугою (1859),
- Присяга королеви Ядвіги (1867),
- Портрет Емілії Влодковської (1865).

## Галерея

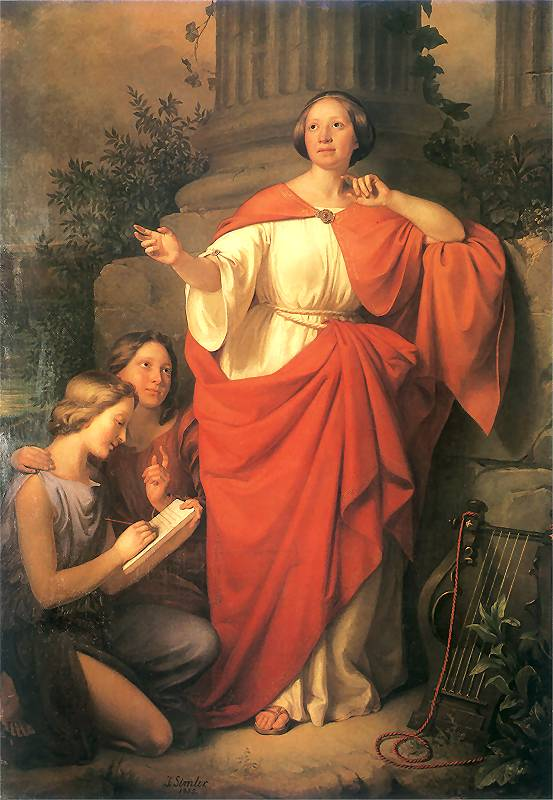
Портрет Ядвіги Лущевської, 1855 р.
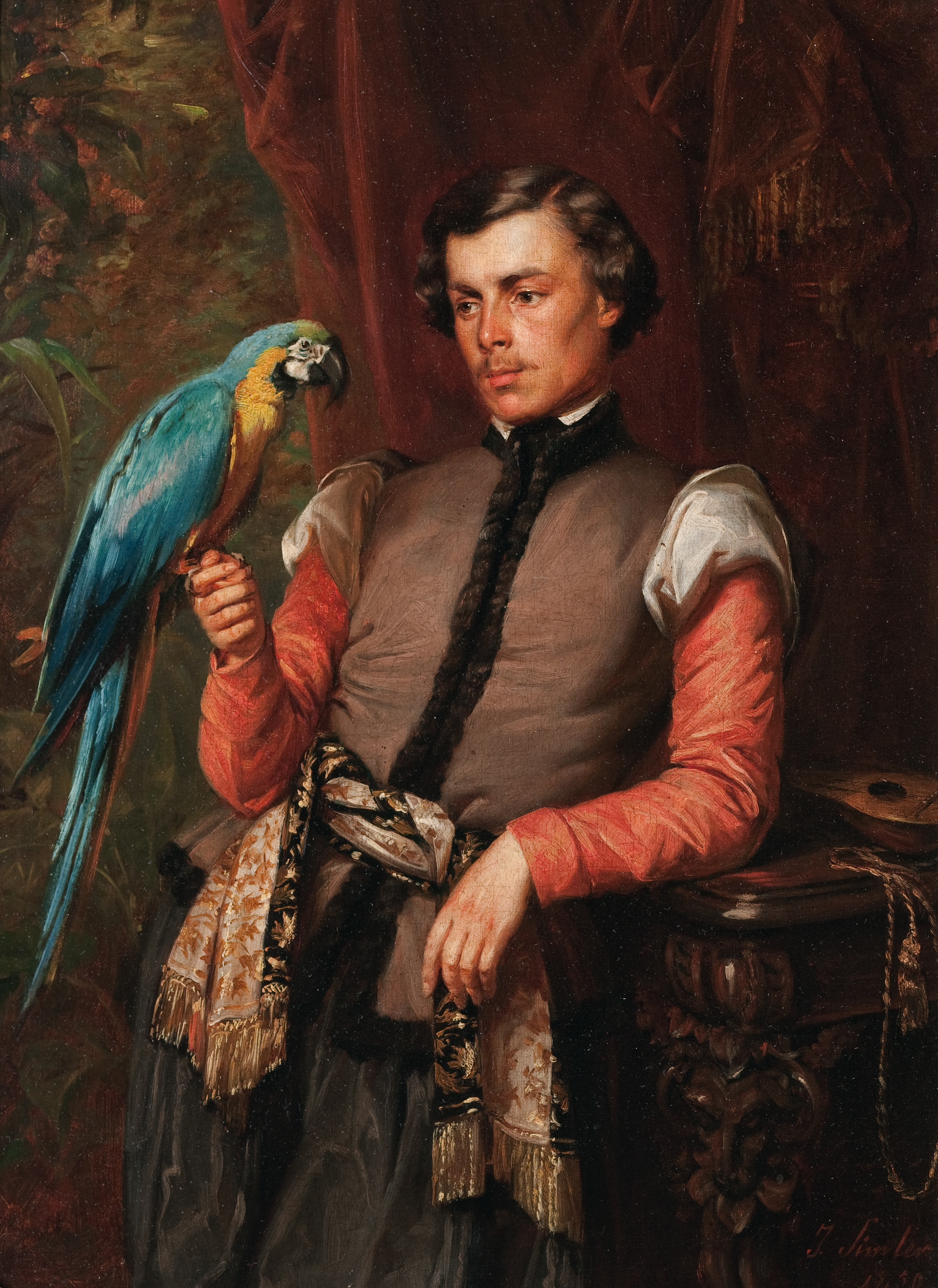
Шляхтич з папугою, 1859 р.
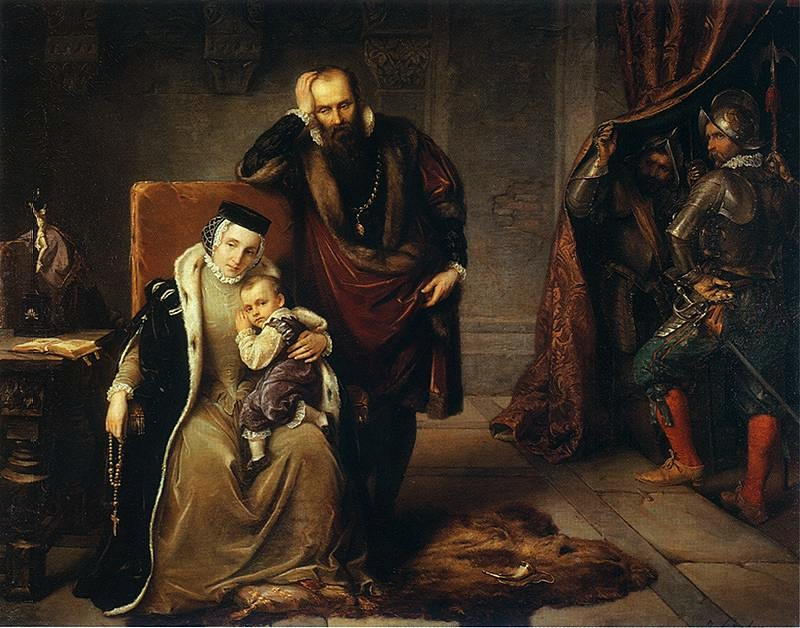
«Катерина Ягеллонка з сином Сигізмундом у в'язниці Гріпсгольм», 1859 р.
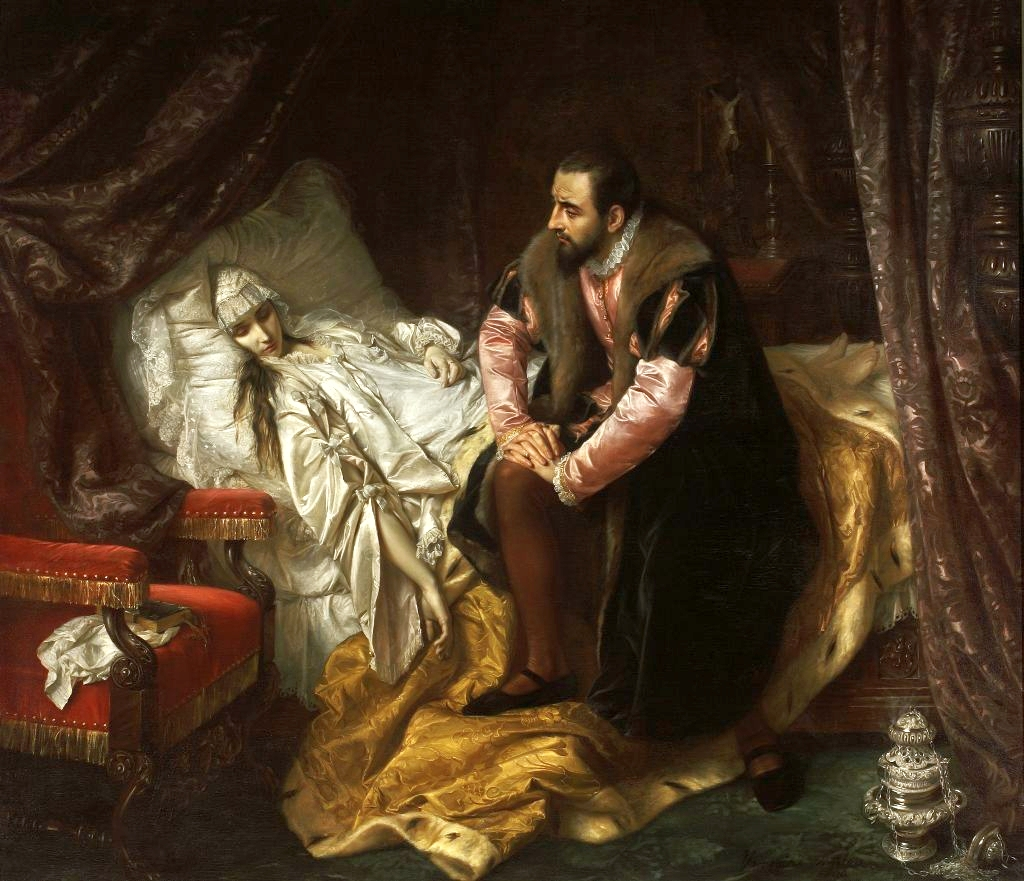
«Смерть Варвари Радзивілл», 1860 р.
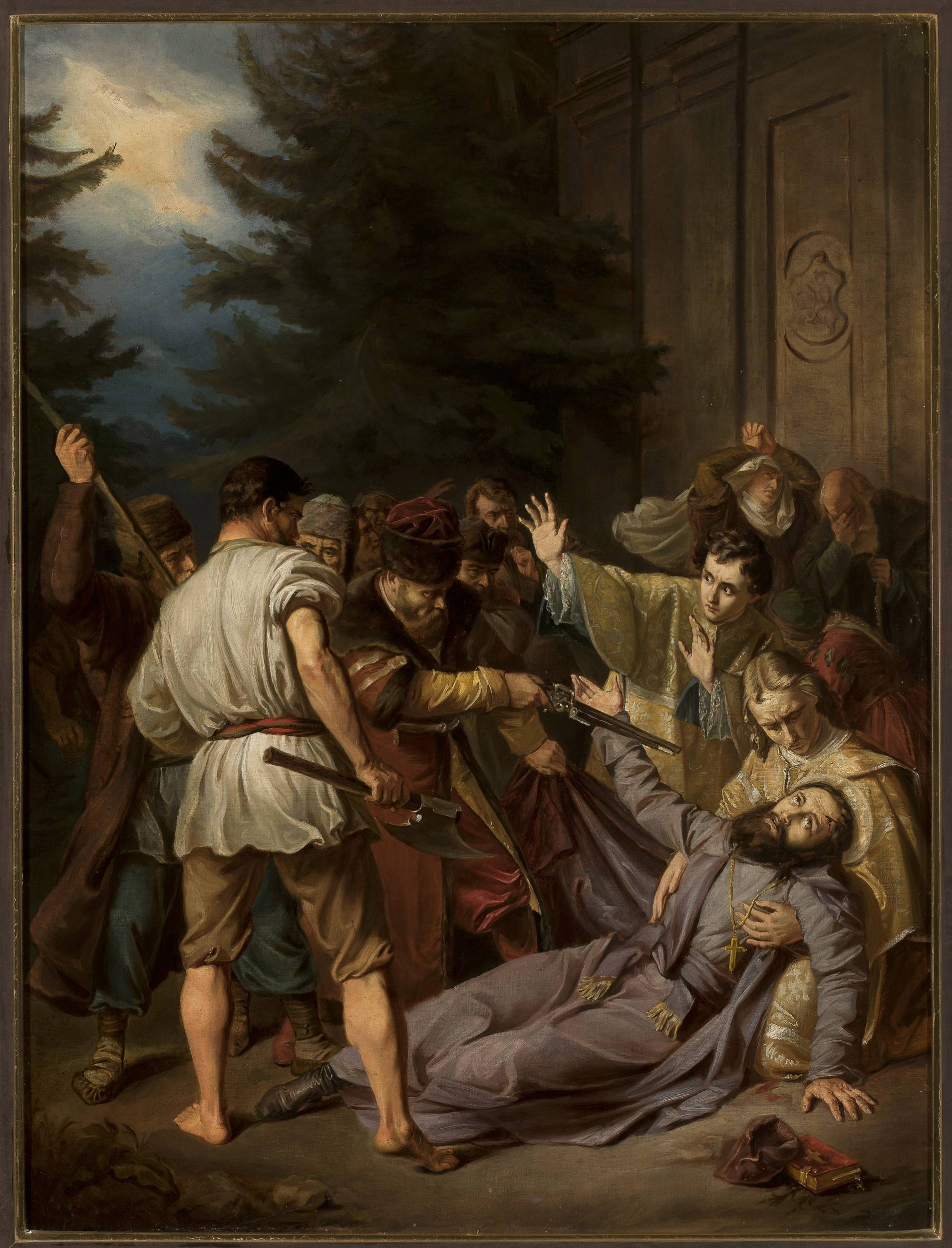
«Мученицька смерть Йосафата Кунцевича», 1861 р.
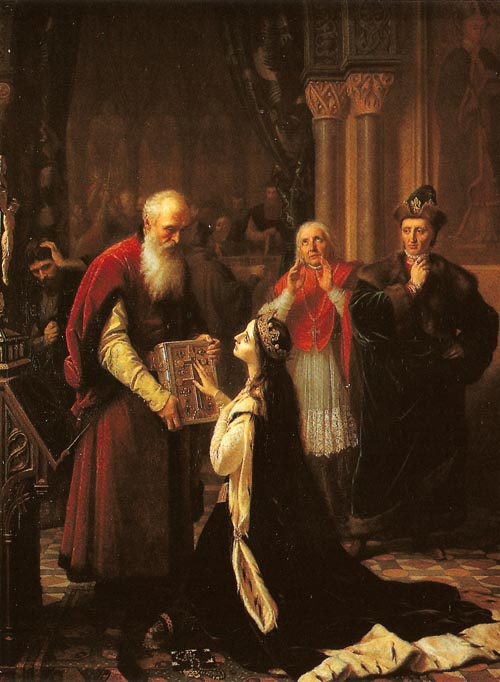
«Присяга королеви Ядвіги», 1867 р.